# Višenamjenski ratni brod klase Vanguard
Višenamjenski ratni brod klase Vanguard je projektni prijedlog Kongsberg Gruppena iz Norveške za dizajn ratnog broda koji se temelji na principima dizajna i konstrukcije komercijalnih brodova. Namijenjen je ispunjavanju uvjeta za kombinaciju "Traganja i spašavanja, zaštite luka i imovine, istraživanja podmorja, provođenja ovlasti i suvereniteta, sprječavanja pristupa području, protupodmorničkog ratovanja i čišćenja mina, otkrivanja i uklanjanja."

## Dizajn i opis
Kongsberg je surađivao s tvrtkom Salt Ship Design iz Leirvika u Norveškoj kako bi razvio konceptualni dizajn. Dizajn je namijenjen za izgradnju u komercijalnim brodogradilištima uz znatnu uštedu u odnosu na namjenska mornarička brodogradilišta, pri čemu su za izgradnju potrebne samo dvije godine.
Višenamjenski brod ima položaje za ISO kontejnere specifičnih uloga koji se mogu izmjenjivati. Dizajn straga ima jedno mjesto za helikopter, za letjelice do srednje veličine. Hangara nema. Potpuno zatvorena paluba za čamac na otprilike sredini duljine broda otvara se s obje strane kako bi omogućila dizalicama da za spuštanje čamaca na vodu. Dodatno, manja jedrilica smještena je na lijevoj strani. Dva propelera su iznad kobilice. Dva pramčana propelera smještena su odmah iza. Uz vjerojatno ograničene zahtjeve za brzinom, potrošnja goriva će biti niska.

### Naoružanje
Prikazi broda pokazuju jedan nosač za malokalibarski top na pramcu.

### Posada
Posadu bi moglo činiti tek 16 do 20 ljudi u nekim konfiguracijama uloga.

## Izvoz u Hrvatsku
Prema informacijama Jutarnjeg lista, već više od godinu dana traju razgovori predstavnika MORH-a, Hrvatske ratne mornarice i hrvatske vlade s predstavnicima norveške tvrtke Kongsberg i norveške vlade o projektu Vanguard.[nedostaje izvor] Brodovi za Hrvatsku ratnu mornaricu (HRM) gradili bi se i opremali u hrvatskim brodogradilištima. Napravio bi se i transfer tehnologije te bi se u Hrvatskoj gradili i održavali brodovi i za druge zemlje koje bi ih naručile.
Prema neslužbenim informacijama, brodovi bi se gradili u gradilištu 3. maj, a potom bi se opremali u brodogradilištu Iskra u Šibeniku.  Riječ je o vanobalnom ophodnom brodu u razini korvete koji bi zadovoljio sve potrebe HRM-a za vođenje operacija u Jadranu, na Mediteranu i Atlantiku, kao i za sudjelovanje u NATO-ovoj borbenoj skupini.

## Vanjske poveznice
- Kongsberg Vanguard na youtube.com